# Norops subocularis
Norops subocularis este o specie de șopârle din genul Norops, familia Polychrotidae, descrisă de Davis 1954. Conform Catalogue of Life specia Norops subocularis nu are subspecii cunoscute.